# Salisbury City
Koordinaten: 34° 46′ S, 138° 39′ O

Die City of Salisbury ist ein lokales Verwaltungsgebiet (LGA) im australischen Bundesstaat South Australia. Salisbury gehört zur Metropole Adelaide, der Hauptstadt von South Australia. Das Gebiet ist 158 km² groß und hat etwa 138.000 Einwohner (2016).
Salisbury liegt an der Hafenöffnung von Adelaide etwa 20 Kilometer nördlich des Stadtzentrums. Das Gebiet beinhaltet 32 Stadtteile: Bolivar, Brahma Lodge, Burton, Cavan, Dry Creek, Direk, Edinburgh, Elizabeth Vale, Globe Derby Park, Greenfields, Gulfview Heights, Ingle Farm, Mawson Lakes, Parafield, Parafield Gardens, Paralowie, Para Hills, Para Hills West, Para Vista, Pooraka, Salisbury, Salisbury Downs, Salisbury East, Salisbury Heights, Salisbury North, Salisbury Park, Salisbury Plain, Salisbury South, St Kilda, Valley View, Walkley Heights und Waterloo Corner. Der Verwaltungssitz des Councils befindet sich im Stadtteil Salisbury.

## Verwaltung
Der Salisbury City Council hat 17 Mitglieder, 16 Councillor werden von den Bewohnern der acht Wards gewählt (je zwei aus Central, East, Hills, Levels, North, Para, South und West Ward). Diese acht Bezirke sind unabhängig von den Stadtteilen festgelegt. Der Ratsvorsitzende und Mayor (Bürgermeister) wird zusätzlich von allen Bewohnern der City gewählt.